# Szelevény
Szelevény is een plaats (község) en gemeente in het Hongaarse comitaat Jász-Nagykun-Szolnok. Szelevény telt 1158 inwoners (2007).

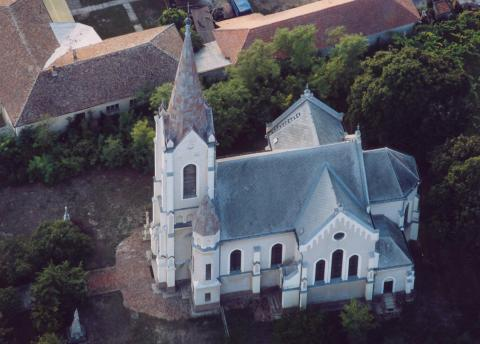
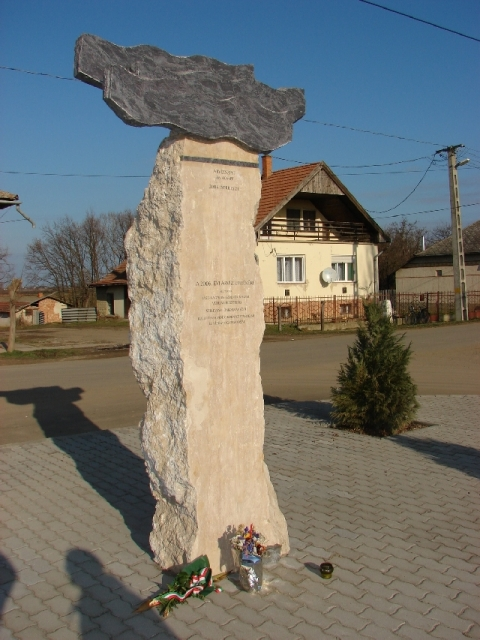
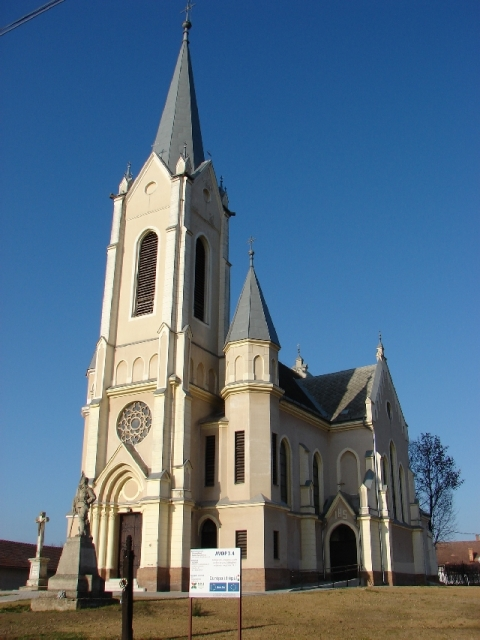